# Годоним
Годо́ним или одо́ним (от др.-греч. ὁδός hodós «улица, дорога» + ὄνυμα ónuma (= ὄνομα ónoma) «имя, название») — вид урбанонима — топоним для обозначения названий улиц, в том числе проспектов, бульваров, аллей, набережных, проездов, переулков, линий (один из типов улиц), шоссе (в черте города), тупиков.
Годонимы широко используются в почтовых адресах для кодификации и нахождения объекта, расположенного в наземном пространстве.
Годонимия — совокупность годонимов — «составная часть исторического и лингвистического портрета города». Отдельным предметом для изучения и описания являются: агоронимы (площади) и городские хоронимы (значительные по размерам части городской инфраструктуры: кварталы, районы, микрорайоны, парки и так далее).
Термин разработан и представлен в «Словаре русской ономастической терминологии» Н. В. Подольской в 1978 году.

## Оформление годонимов
Большинство годонимов в русском языке имеют двучленную номинацию: одной составляющей является номенклатурное слово, которое пишется, в зависимости от фразы, со строчной буквы, а второй — атрибутивный компонент годонима, который, как правило, следует за номенклатурным и пишется с прописной буквы, например улица Пречистенка.